# Cuitzala

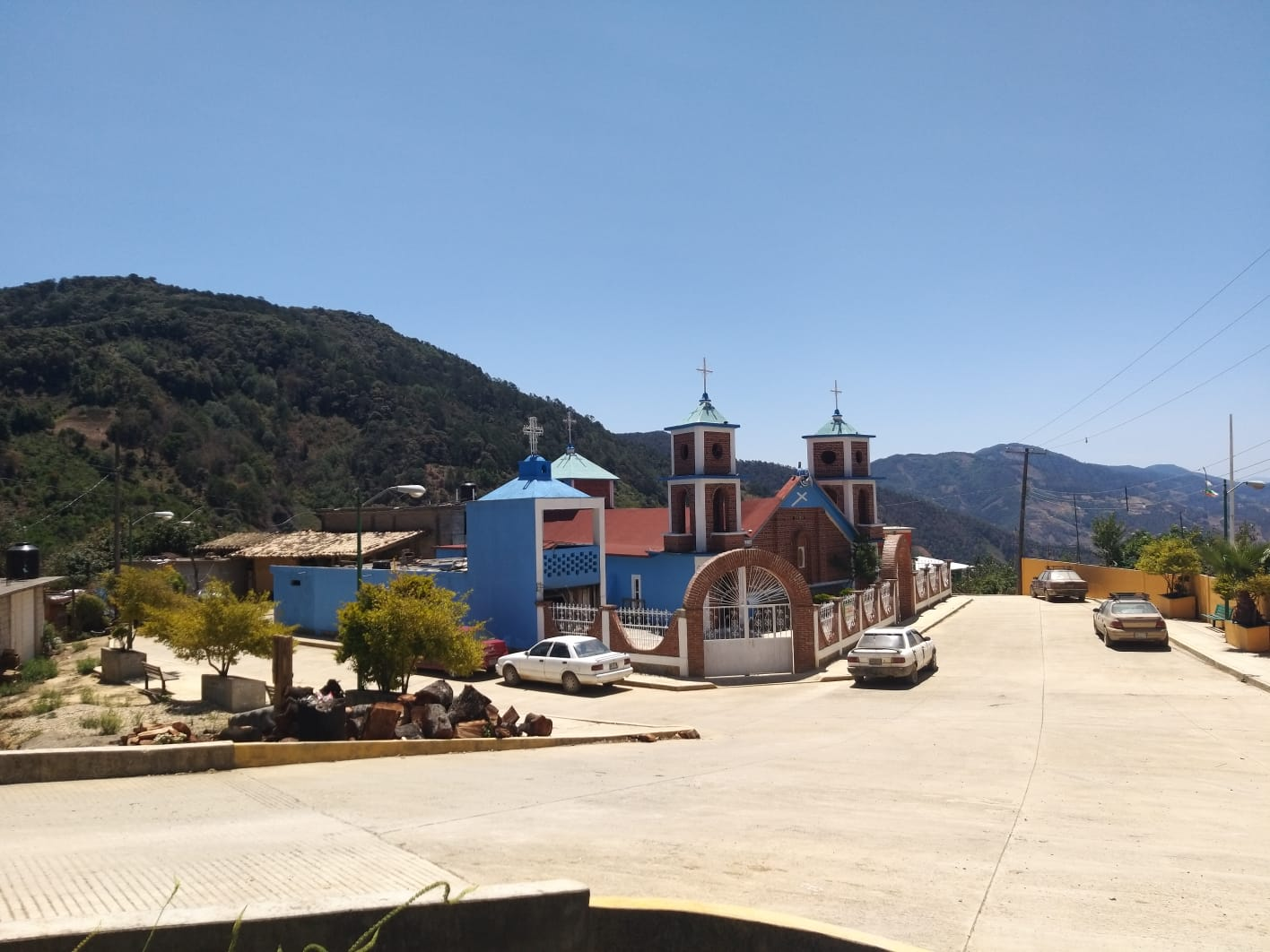
Centro del poblado de la comunidad; se observa la iglesia.

Cuitzala es una comunidad rural ubicada en el municipio de Coyomeapan, en el estado de Puebla, México. Se sitúa en una zona montañosa a una altitud de aproximadamente 2,270 metros sobre el nivel del mar, con coordenadas 18°16′41″N 97°03′59″O / 18.27806, -97.06639. La localidad tiene una población estimada de 500 habitantes y presenta un alto nivel de marginación social y económica.

## Cultura y lengua
Cuitzala se distingue por su riqueza cultural y la preservación de la lengua náhuatl, hablada por gran parte de sus habitantes. La comunidad mantiene vivas sus tradiciones y costumbres ancestrales, transmitidas de generación en generación.

## Festividades
Las principales festividades religiosas de la comunidad se celebran en honor a:
- La Virgen de Guadalupe (12 de diciembre).
- La Virgen Inmaculada de Juquila (8 de diciembre).

Estos festejos congregan a los habitantes en actos religiosos, actividades culturales y convivencias comunitarias.

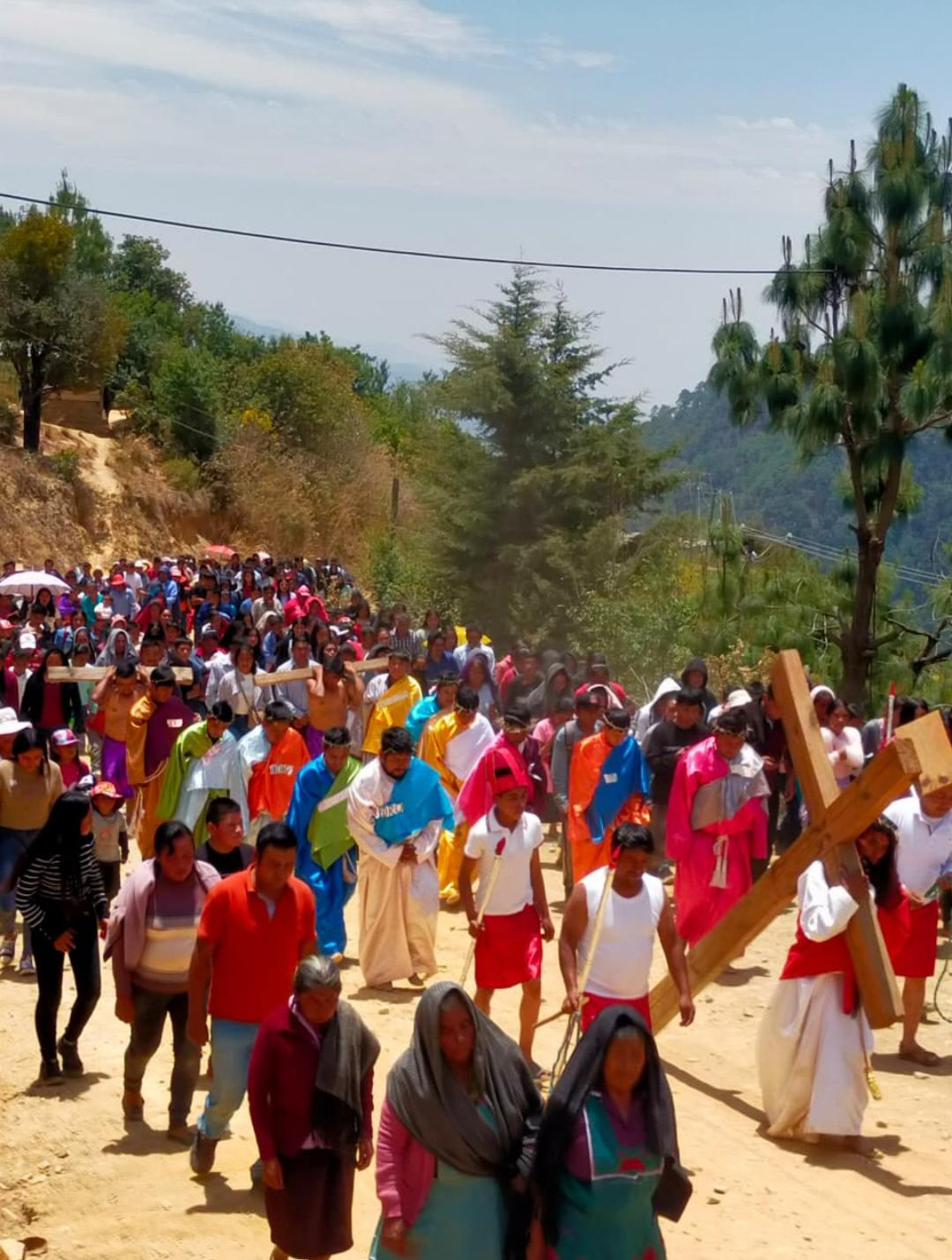
Procesión católica del día de Semana Santa.

## Medio ambiente
El entorno natural de Cuitzala corresponde al ecosistema de bosque mesófilo de montaña, con vegetación compuesta por especies como el pino, ocote, encino y otros árboles medianos. La fauna silvestre incluye coyotes, tlacuaches, conejos, aves pequeñas y aves rapaces.

## Educación
La comunidad cuenta con acceso a servicios educativos básicos:

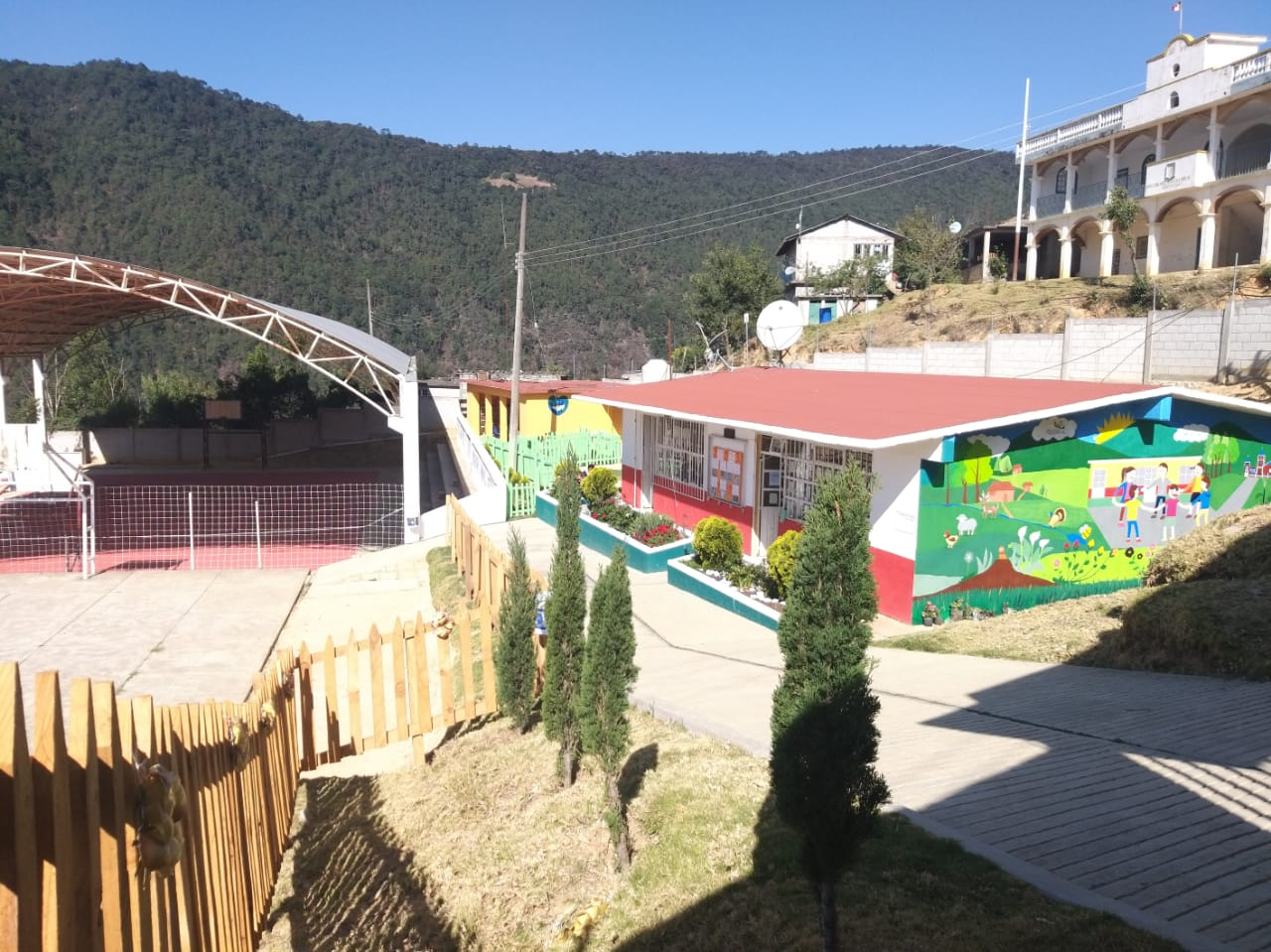
Espacios públicos y de servicios.

- Educación preescolar
- Educación primaria
- Telesecundaria
- Bachillerato digital

## Economía
La economía de la comunidad se basa en la agricultura de subsistencia. Los principales cultivos incluyen:
- Maíz nativo
- Calabaza
- Durazno (Prunus pérsica)
- Aguacate criollo (Persea americana var. mexicana)
- Granadilla (Passiflora ligularis)

Estos productos se destinan principalmente al autoconsumo y en algunos casos a la venta local o regional.

## Organización comunitaria
La estructura de gobierno local está conformada por figuras tradicionales como:
- Inspector
- Juez de Paz
- Secretario
- Tesorero
- Topiles y sus respectivos suplentes

## Religión
La religión predominante en la comunidad es la católica, y las prácticas religiosas tienen un papel central en la vida social y cultural de sus habitantes.